# Vedvarende sorglidelse
Vedvarende sorglidelse (VSL) er en ny psykiatrisk diagnose, der offentliggøres i WHO's internationale diagnosesystem ICD-11 i 2018.
Vedvarende sorglidelse (også kaldet forlænget sorg, kompliceret sorg mv.) består af to hovedgrupper af symptomer. 1) Separationsangst i form af ét eller flere symptomer på stærk længsel efter den afdøde enten dagligt eller i invaliderende grad. 2) Fem ud af ni kognitive, emotionelle og adfærdsmæssige symptomer enten dagligt eller i invaliderende grad, fx forvirring over sin rolle i livet eller en reduceret selvoplevelse, problemer med at acceptere tabet, manglende tillid til andre, bitterhed, følelsen af, at det er svært at komme videre, følelsesmæssig lammelse, en oplevelse af at livet er utilfredsstillende, tomt eller meningsløst siden tabet.
For at leve op til kriterierne for VSL skal symptomerne 1) først være opstået efter dødsfaldet, 2) have medført klinisk signifikant nedgang i sociale, professionelle eller andre vigtige funktionsområder, 3) have været til stede gennem ”længere tid”, defineret som minimum 6 måneder efter tabet. Varighedskriteriet på et halvt år, før man kan diagnosticere VSL, giver plads til, at naturligt intense sorgreaktioner kan aftage, inden man vurderer, om en sorgreaktion er patologisk. Dette kriterium giver dermed også plads til den store individuelle variation, der er i naturlige sorgforløb.